# SOVAC
Die SOVAC S.P.A. (in manchen Quellen auch SOVAC Algérie S.P.A.) ist ein algerischer Automobilhändler mit Sitz in Chéraga. Er ist seit 2001 (oder 1999) der Vertriebspartner der Volkswagen AG, später auch für  Audi, Seat, Škoda und Porsche.
SOVAC umfasst rund 90 Händlerbetriebe, in denen mehr als 1600 Mitarbeiter beschäftigt sind. Die SOVAC-Händler verkauften im Jahr 2015 etwa 30.000 Fahrzeuge des VW-Konzerns in Algerien.
Ende November 2016 gründete SOVAC mit der Volkswagen AG das Joint Venture SOVAC Production. Seit Mitte 2017 werden dort Fahrzeuge verschiedener Volkswagen-Marken produziert.